# Сыдыков, Медербек Абдыкалыкович
Медербек Абдыкалыкович Сыдыков (род. 2 апреля 1982, Шамалды-Сай, Джалал-Абадская область) — киргизский спортивный функционер, ранее — футболист. С 2021 года — президент Кыргызского футбольного союза.

## Биография
Родился 2 апреля 1982 года в посёлке Шамалды-Сай Джалал-Абадской области. Киргиз по национальности. Окончил Джалал-абадский коммерческий институт по специальности «экономика и управление на предприятии» (2004). До 2015 года работал в компании «Кыргызнефтегаз». Являлся депутатом Кочкор-Атинского городского кенеша, входил во фракцию «Республика-Ата-Журт» (до 2020 года). В 2021 году баллотировался в Кочкор-Атинский городской кенеш от партии «Ата-Журт».
В качестве футболиста в 2000-е годы играл за «Джалал-Абад», «Нефтчи» и «Жаштык-Ак-Алтын». Становился бронзовым призёром Кубка президента АФК, а также победителем и серебряным призёром чемпионата Кыргызстана выступая за «Нефтчи». В футболке «Жаштык-Ак-Алтын» стал обладателем бронзовых наград местного чемпионата.
Работал в структуре клуба «Нефтчи», где занимал должности администратора, тренера, менеджера и начальника команды. С 2012 по 2017 год являлся президентом Футбольной лиги Кыргызстана и членом исполнительного комитета Федерации футбола Киргизской Республики. С октября 2015 по декабрь 2016 года — заместитель генерального секретаря, а с марта 2017 по октябрь 2021 года — генеральный секретарь Федерации футбола Киргизской Республики (с 2020 года — Кыргызский футбольный союз).
В октябре 2021 года избран президентом Кыргызского футбольного союза. В мае 2023 года вошёл вошел в комитет по развитию Азиатской конфедерации футбола.